# Černý potok (přítok Jezernice)
Černý potok je potok, který pramení v Olomouckém kraji v Oderských Vrších u vesnice Slavkov, poblíže vrcholu Rusalka. Je společně s potokem Srnkov největším přítokem potoka Jezernice (přítok řeky Bečvy). Do Jezernice se vlévá zprava V Pekle. Kolem Černého potoka vede lesní cesta z osady V Pekle k cestě do Slavkova. Malebným údolím Černého potoka nevede žádná turistická značka.

## Galerie fotografií

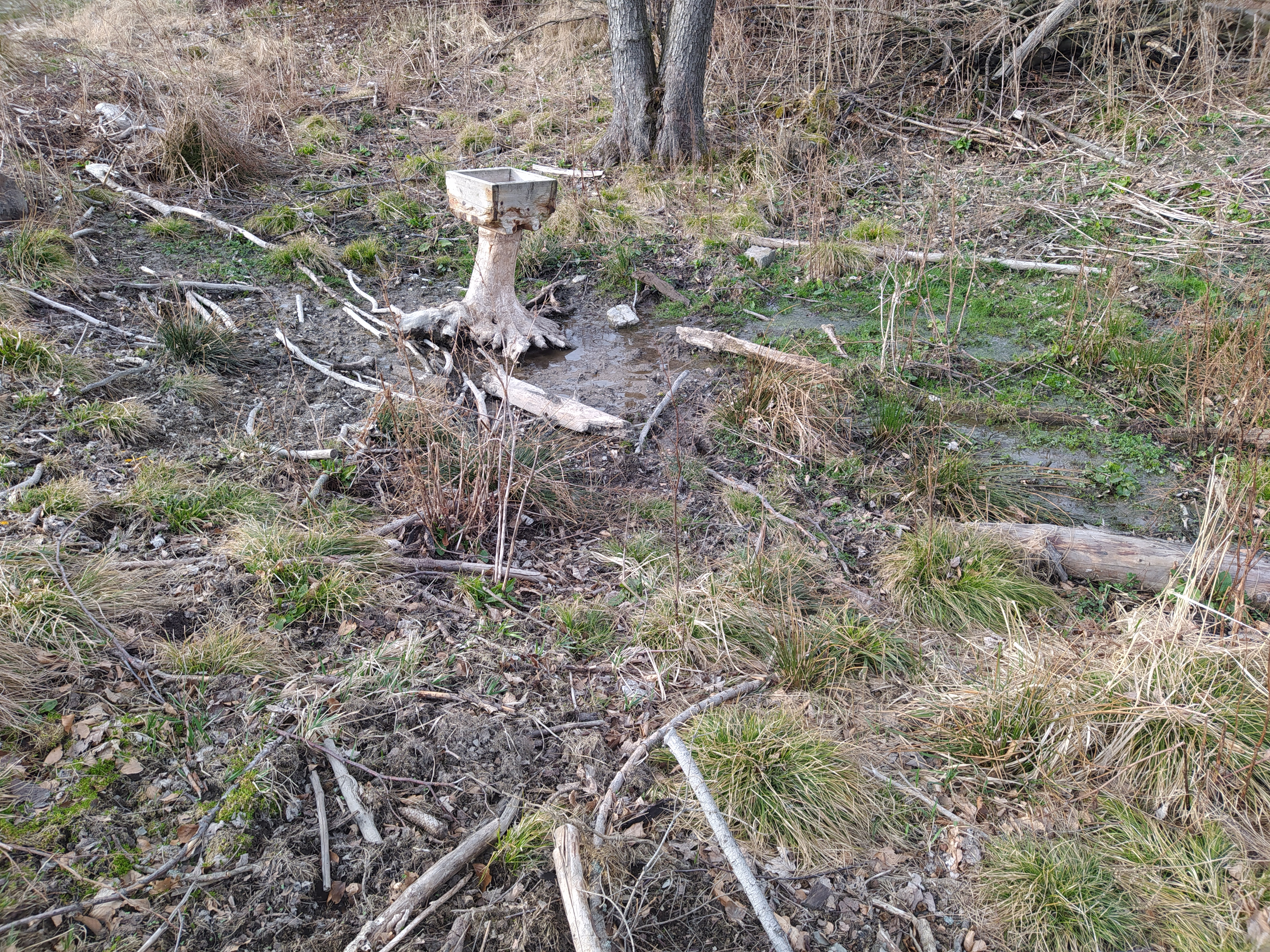
Pramen Černého potoka na Rusalce
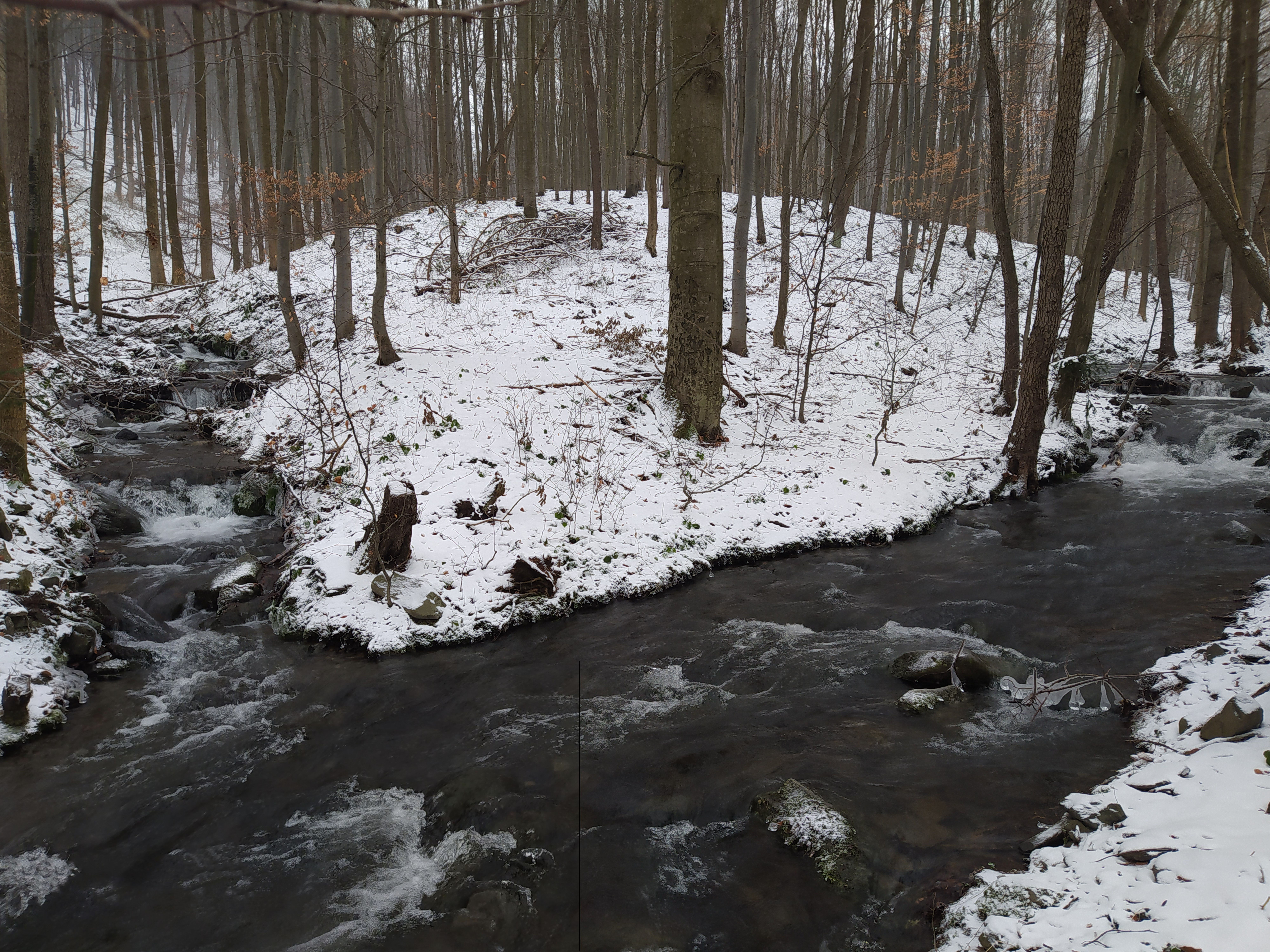
Soutok Černého potoka a Jezernice v lokalitě V Pekle (únor 2021)